# Zerwany
Zerwany – polski dramat z 2003 roku. Zdjęcia do filmu powstały w Łodzi od marca do maja 2002.

## Obsada aktorska
- Krzysztof Ciupa − Mateusz
- Jan Frycz − Krótki, nauczyciel w poprawczaku
- Krzysztof Globisz − nauczyciel w poprawczaku
- Agnieszka Dygant − kuratorka
- Małgorzata Hajewska-Krzysztofik − Bogaczowa
- Andrzej Mastalerz − policjant
- Łukasz Simlat − "Długonogi"

## Fabuła
Historia chłopca, który miota się pomiędzy domem dziecka, rodziną zastępczą i zakładem poprawczym, przeżywając w każdym z tych miejsc próbę charakteru i siły. Na początku postrzegamy jego los jak prawdziwe piekło na ziemi, jednak z czasem reżyser wprowadza elementy czarnego humoru, codziennego absurdu. W ten sposób pogłębia przepaść pomiędzy tym co okrutne a tym, co zwyczajne.

## Nagrody
2004:
- II Międzynarodowy Festiwal Filmów Telewizyjnych w Biaritz – II nagroda
- Ogólnopolski Festiwal Sztuki Aktorskiej Prowincjonalia we Wrześni
  - Nagroda Publiczności za największe odkrycie festiwalu – Krzysztof Ciupa
  - Nagroda Dziennikarzy
- Tarnowska Nagroda Filmowa
  - Srebrna Statuetka Lewity – Nagroda Specjalna
  - nagroda jury młodzieżowego za debiut reżyserski – Jacek Filipiak
- Lubuskie Lato Filmowe w Łagowie
  - Srebrne Grono
- Festiwal Filmów dla Dzieci w Poznaniu
  - nagroda telewizji Minimax dla najlepszego młodego aktora – Krzysztof Ciupa

2005:
- Orzeł, Polska Nagroda Filmowa
  - nominacja za drugoplanową rolę męską – Krzysztof Globisz
- Festiwal Filmowy Nysa
  - nagroda główna
- MFF w Gwangju
  - Nagroda Młodego Kina